# Бартоломео Пассаротті
Бартоломео Пассаротті(італ. Bartolomeo Passerotti, 1529, Болонья — 1592) — італійський художник XVI століття, засновник жанру натюрморт в італійському живопису. Робив також портрети і релігійні композиції. Його прізвище також іноді пишуть як — Пассеротті та Пассаротто.

## Життєпис
Народився в місті Болонья. У 1551-1560 роках працював в місті Рим. Спочатку у архітектора Віньоли, а потім в майстерні художника Таддео Цуккарі. 1560 року художник повернувся до Болоньї, де облаштував художню майстерню, не пориваючи зв'язків з Римом. Робив релігійні композиції, наслідуючи знахідки римського маньєризму. Самостійнішим був в портретах. Не соромився включати в портрети побутові деталі чи зображення тварин, незважаючи на непрестижність цих додатків. Пізніше, коли імена портретованих ним осіб загубилися, це дало підстави називати його портрети за фахом - «Ботанік», «Секретар вельможі», «Лютнист». Одним з перших серед італійських митців звернувся до створення натюрмортів з жанроими додатками («Рибна крамничка», «Продавці в м'ясній крамниці», «Крамничка з дичиною»), що нагадували подібні композиції нідерландських майстрів, серед яких Пітер Артсен (1508-1575) та Йоахим Бейкелар (1530-1574).
Мав італійських учнів, серед яких: 
- Аннібалє Каррачі
- Франческо Бріччі (відомий під прізвиськом Nosadella)
- Луссіо Массарі

Був одружений. Чотири його сини (Вентура, Ауреліо, Пассаротто в Тібурцио Пассаротті) були помічниками в художній майстерні батька і теж художниками. 
Побутову лінію творчості Бартоломео Пассаротті наслідував Аннібалє Каррачі, створивши власні варіанти картин «М'ясна крамниця».

## Вибрані твори

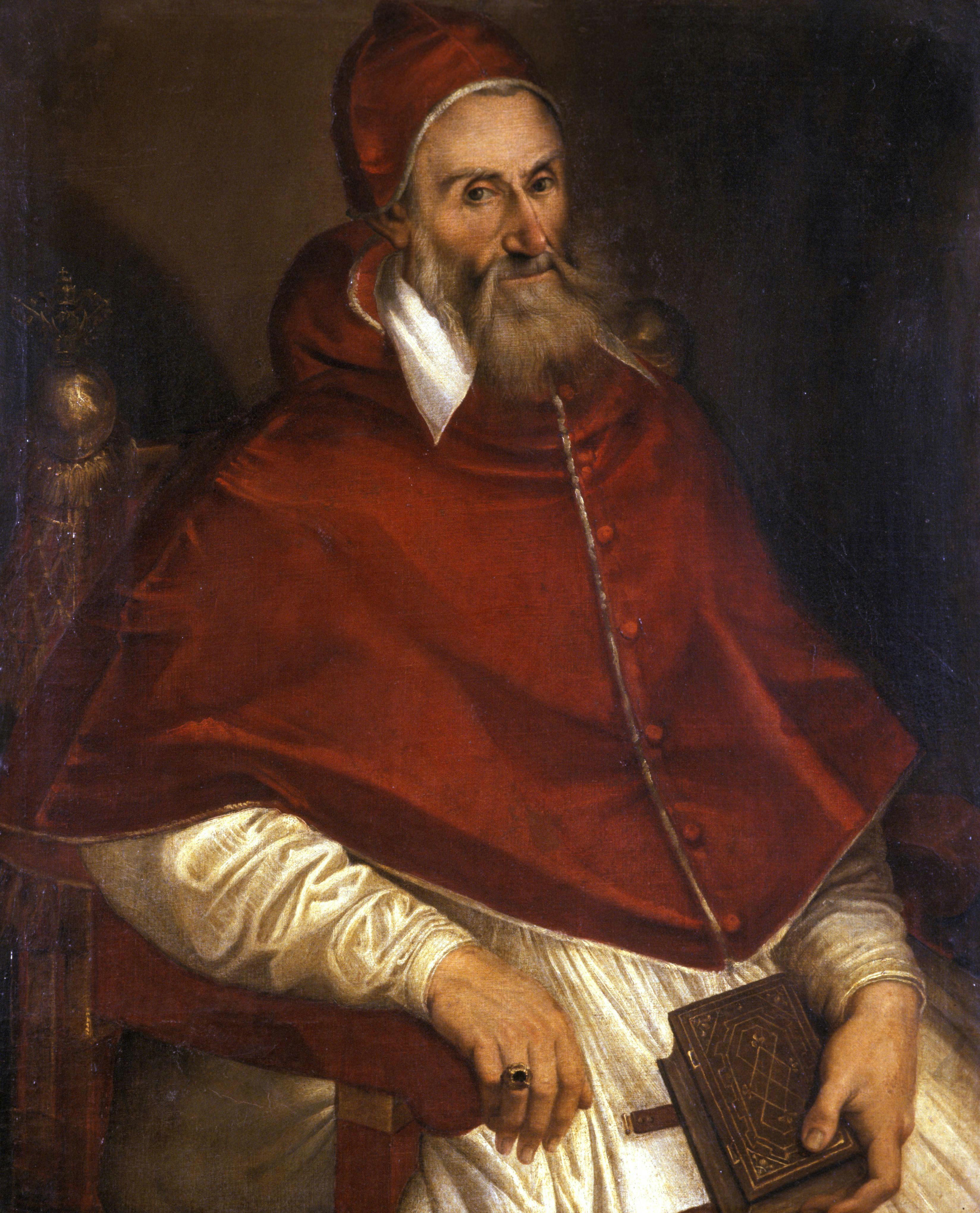
Папа римський Григорій XII

- «Рибна крамничка», Національна галерея старовинного мистецтва, Рим
- «Кондотьєр» (невідомий в лицарських обладунках)
- «Секретар вельможі»
- «Ботанік», Рим, Галерея Спада
- «Лютнист», Бостонський музей образотворчих мистецтв, США
- «Портрет Карло Фонтана»
- «Невідомий зі старовинною зброєю»
- «Три італійці і дві собаки»
- «Родина Пераккіні», Рим, Галерея Колонна
- «Годування собак», Палаццо Пітті, Флоренція
- «Продавці в м'ясній крамниці»
- «Свята Родина з Іваном Хрестителем та Св. Катериною», Естергом, Угорщина

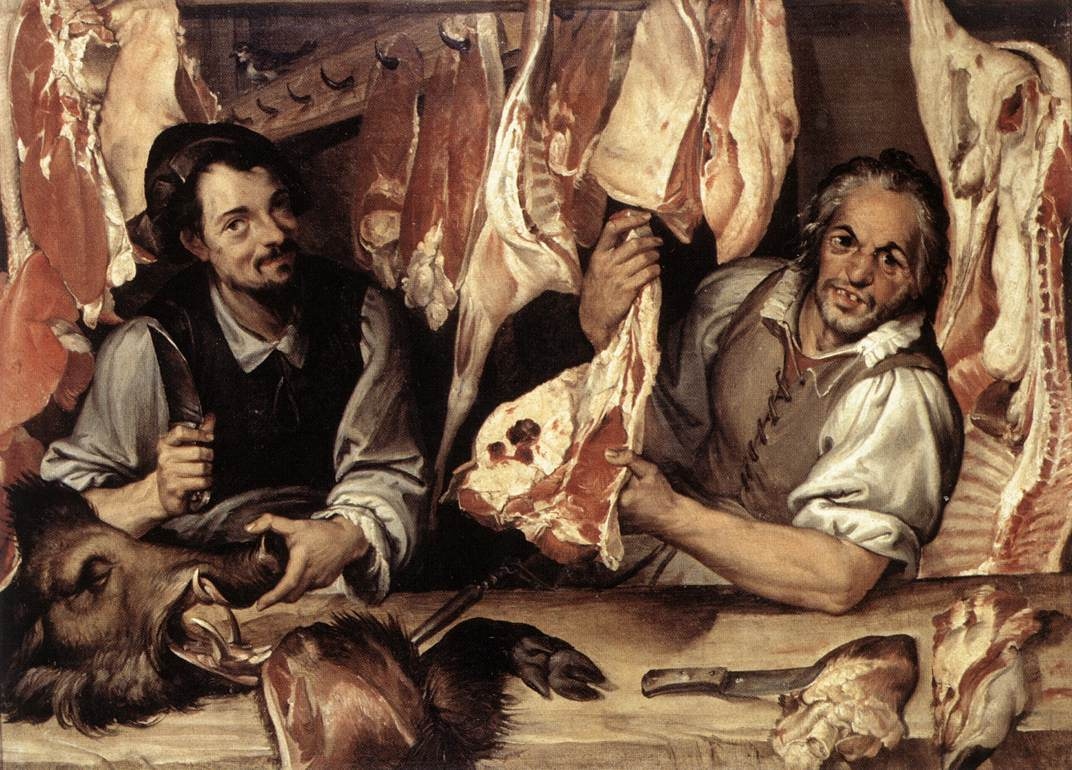
Продавці в м'ясній крамниці

- «Свята Катерина Сієнська»
- «Святий Домінік»
- «Папа римський Пій IV»
- «Папа римський Пій V», Балтімор
- «Портрет Серторіо Серторьєго»
- «Невідомий з улюбленим собакою»

## Галерея творів

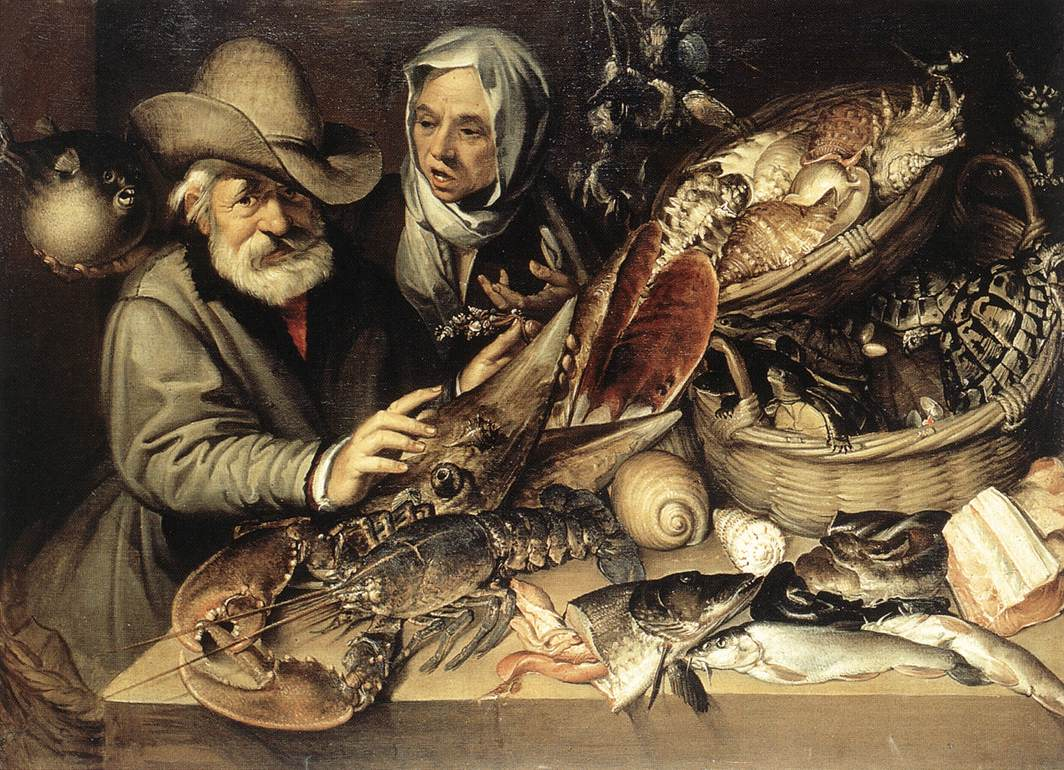
« Рибна крамничка», Рим

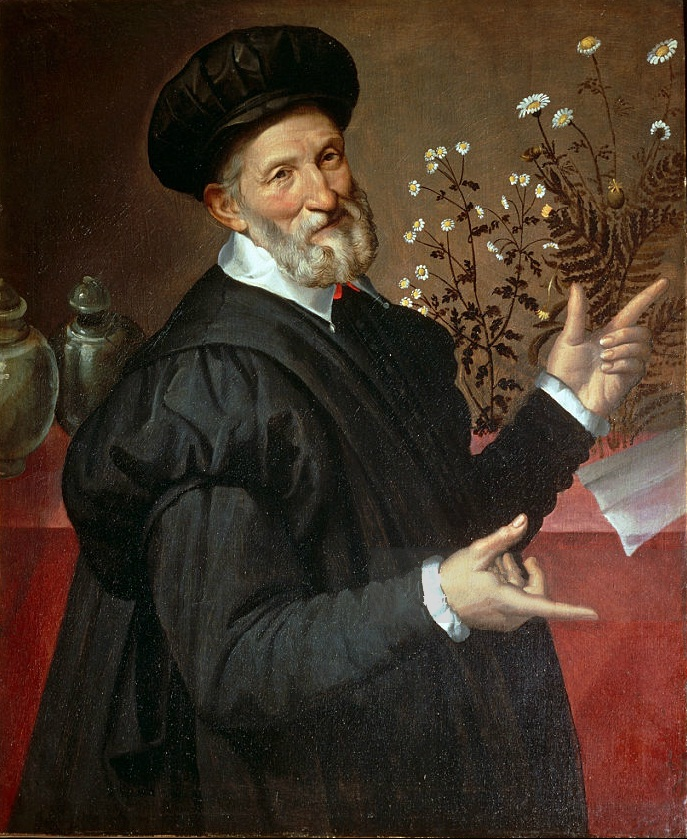
«Ботанік», Рим, Галерея Спада
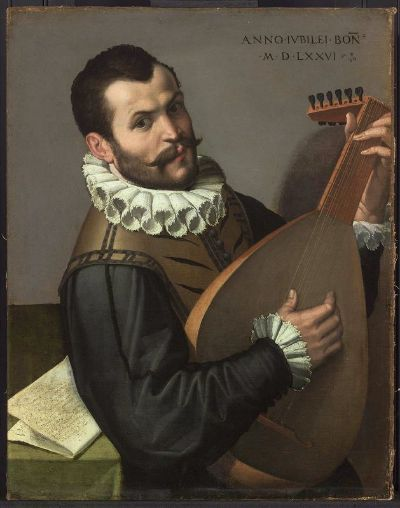
«Лютнист», Бостонський музей образотворчих мистецтв, США
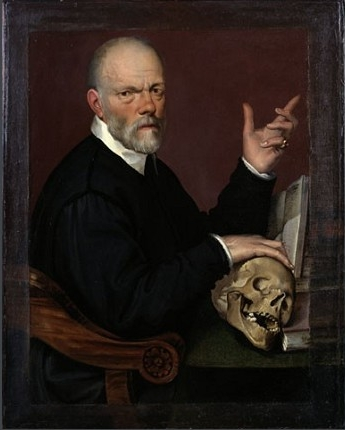
«Портрет Карло Фонтана»
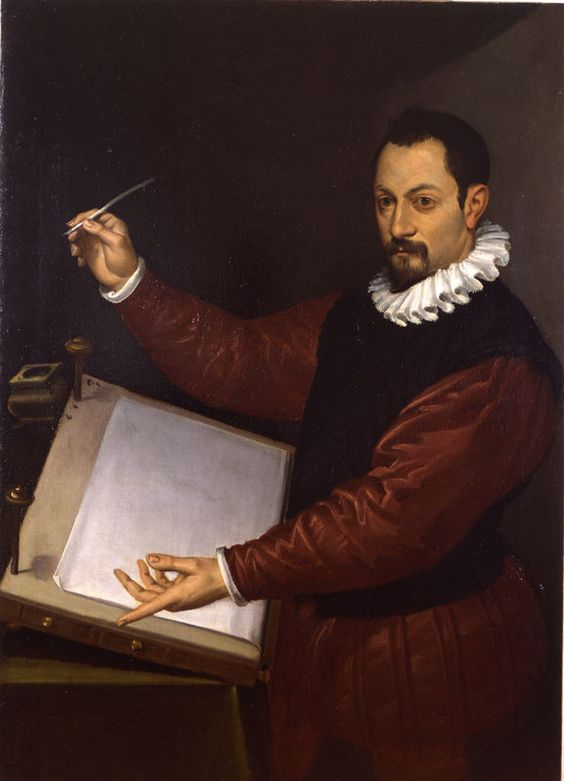
«Секретар вельможі»
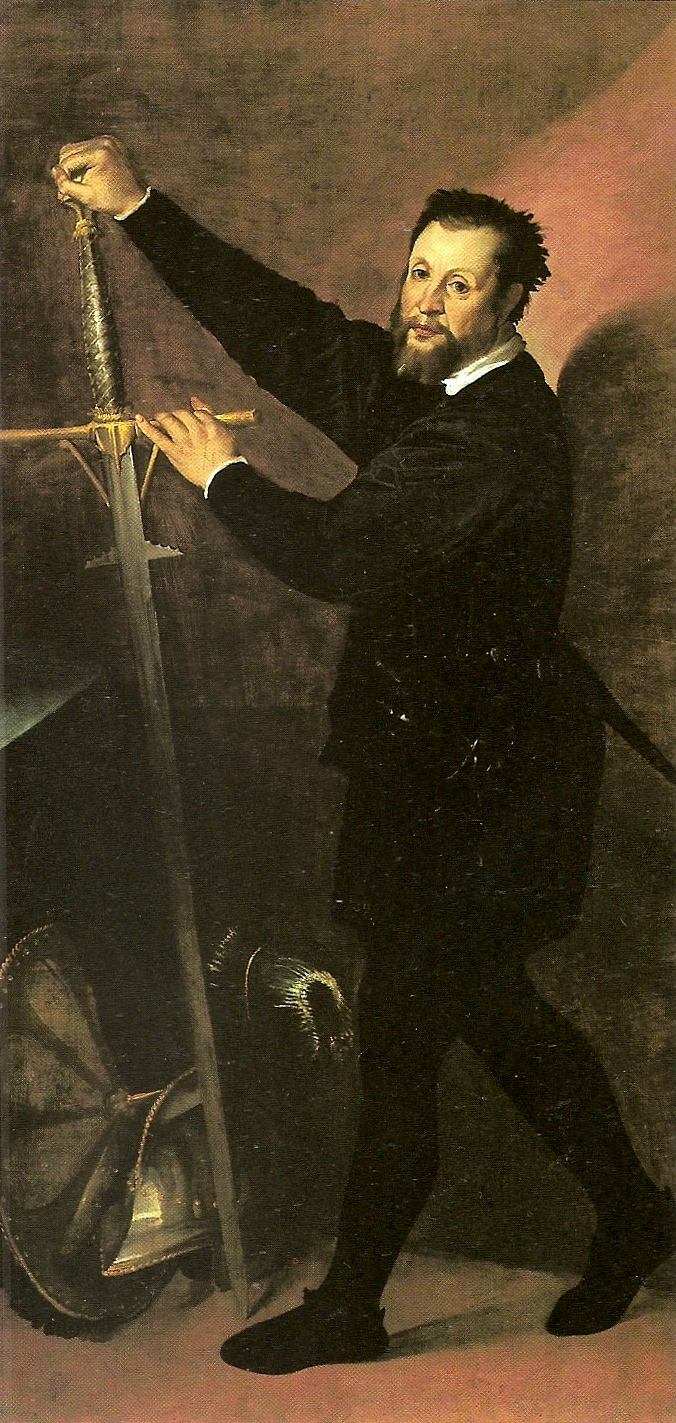
«Невідомий зі старовинною зброєю»
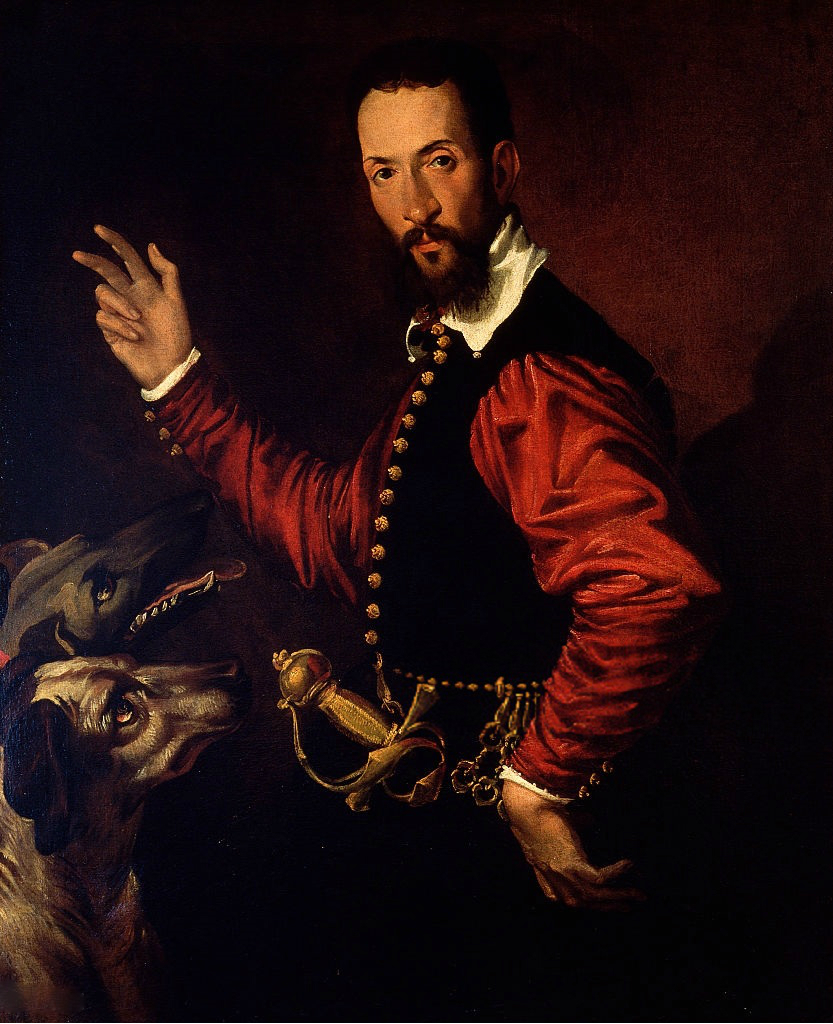
Вельможа з собаками
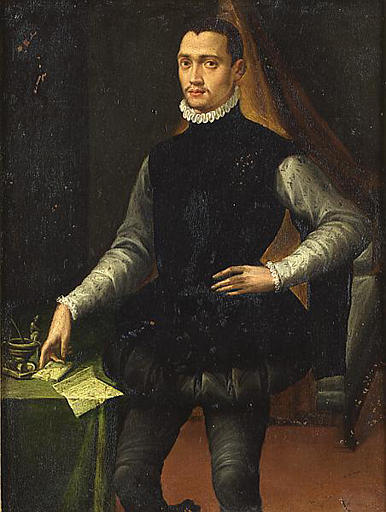
Невідомий з Флореції, Музей Конде, Франція
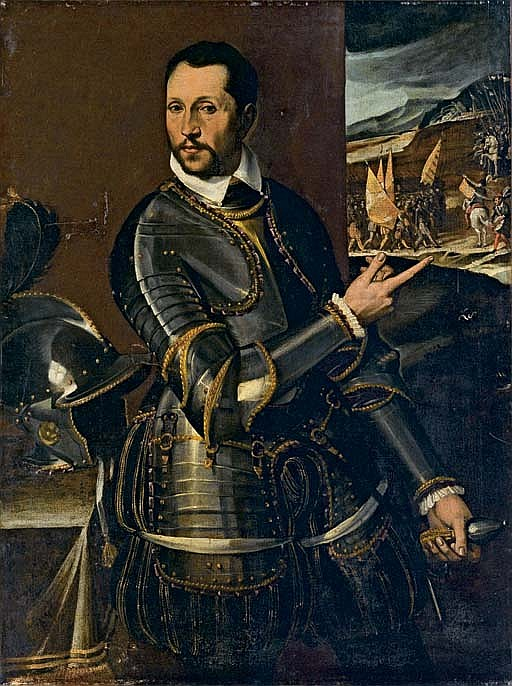
«Кондотьєр» (невідомий в лицарських обладунках)